# Jîtne, Romnî
Jîtne (în ucraineană Житне) este un sat în comuna Mîkolaiivka din raionul Romnî, regiunea Sumî, Ucraina.

## Demografie
Componența lingvistică a localității Jîtne
     Ucraineană (97,81%)
     Rusă (2,04%)
Conform recensământului din 2001, majoritatea populației localității Jîtne era vorbitoare de ucraineană (97,81%), existând în minoritate și vorbitori de rusă (2,04%).